# Concert du nouvel an 2014 à Vienne
Le concert du nouvel an 2014 de l'orchestre philharmonique de Vienne, qui a lieu le 1er janvier 2014, est le 74e concert du nouvel an donné au Musikverein, à Vienne, en Autriche. Il est dirigé  pour la deuxième fois par le chef d'orchestre argentin Daniel Barenboim, cinq ans après sa dernière apparition.
Pour la première et unique fois, des œuvres de Richard Strauss (extrait de l'opéra Capriccio) et de Léo Delibes (extrait du ballet du ballet Sylvia ou la Nymphe de Diane) sont interprétées lors d'un concert du nouvel an au Musikverein, 2014 étant l'année du 150e anniversaire de la naissance du premier.
Huit pièces sur les dix-neuf au total sont jouées pour la première fois au concert du nouvel an. Par ailleurs, Barenboim dédie le quadrille d'ouverture, Helenen Quadrille, à son épouse la pianiste Elena Bashkirova.

## Programme

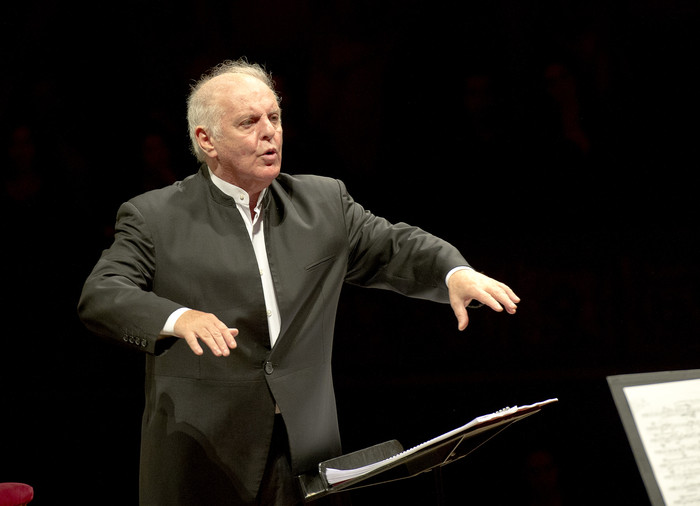
Le chef Daniel Barenboïm (en 2015)

Les pièces suivies d'un astérisque (*) sont jouées pour la première fois.

### Première partie
1. Eduard Strauss : Helenen Quadrille, quadrille, op. 14
2. Josef Strauss : Friedenspalmen, valse, op. 207*
3. Johann Strauss : Carolinen-Galopp, galop, op. 21*
4. Johann Strauss II : Marche égyptienne, marche, op. 335
5. Johann Strauss II : Seid umschlungen Millionen, valse, op. 443
6. Johann Strauss II : Stürmisch in Lieb’ und Tanz, polka rapide, op. 393

### Deuxième partie
1. Johann Strauss II : ouverture de l'opérette Waldmeister
2. Johann Strauss II : Klipp-Klapp-Galopp, galop, op. 466
3. Johann Strauss II : Histoires de la forêt viennoise, valse, op. 325
4. Josef Hellmesberger II : Vielliebchen, polka française, op. 1*
5. Josef Strauss : Bouquet-Polka, polka rapide, op. 188*
6. Richard Strauss : Mélodie du clair de lune, de l'opéra Capriccio*
7. Joseph Lanner : Die Romantiker, valse, op. 167
8. Josef Strauss : Neckerei, polka-mazurka, op. 262*
9. Josef Strauss : Schabernack, polka rapide, op. 98*
10. Léo Delibes : variation dansée (pizzicati) du ballet Sylvia ou la Nymphe de Diane*
11. Josef Strauss : Dynamiden, valse, op. 173
12. Josef Strauss : Ohne Sorgen, polka rapide, op. 271

### Rappels
1. Josef Strauss : Carrière, polka rapide, op. 200
2. Johann Strauss II : Le Beau Danube bleu, valse, op. 314
3. Johann Strauss : Marche de Radetzky, marche, op. 228

Durant cette dernière l'orchestre joue en autonomie, Daniel Barenboim se contente d'aller saluer un par un les musiciens et de diriger le public.

## Discographie
- Daniel Barenboim, Wiener Philharmoniker – Neujahrskonzert Concert 2014 : Sony Classical – 88883792262, 2 CD[2].

## Vidéographie
- Daniel Barenboim, Wiener Philharmoniker – Neujahrskonzert Concert 2014 : Sony Classical – 88883792289, DVD[3].